# Tierra Colorada, Teopisca
Tierra Colorada är en ort i Mexiko.   Den ligger i kommunen Teopisca och delstaten Chiapas, i den sydöstra delen av landet, 800 km öster om huvudstaden Mexico City. Tierra Colorada ligger 1 091 meter över havet och antalet invånare är 188.
Terrängen runt Tierra Colorada är kuperad åt sydväst, men åt nordost är den bergig. Runt Tierra Colorada är det ganska glesbefolkat, med 36 invånare per kvadratkilometer. Närmaste större samhälle är Venustiano Carranza, 17,1 km söder om Tierra Colorada. Omgivningarna runt Tierra Colorada är en mosaik av jordbruksmark och naturlig växtlighet.